# Hulbe Glacier
Hulbe Glacier är en glaciär i Antarktis. Den ligger i Västantarktis. Inget land gör anspråk på området. Hulbe Glacier ligger 436 meter över havet.
Terrängen runt Hulbe Glacier är varierad.  Trakten är obefolkad. Det finns inga samhällen i närheten.